# Le Thieulin
Le Thieulin is een gemeente in het Franse departement Eure-et-Loir (regio Centre-Val de Loire) en telt 329 inwoners (1999). De plaats maakt deel uit van het arrondissement Nogent-le-Rotrou.

## Geografie
De oppervlakte van Le Thieulin bedraagt 11,7 km², de bevolkingsdichtheid is 28,1 inwoners per km².
De onderstaande kaart toont de ligging van Le Thieulin met de belangrijkste infrastructuur en aangrenzende gemeenten.

## Demografie
Onderstaande figuur toont het verloop van het inwonertal (bron: INSEE-tellingen).